# I Want You (album de Marvin Gaye)
I Want You es el decimocuarto álbum de estudio del cantante y compositor estadounidense de soul Marvin Gaye. Fue lanzado el 16 de marzo de 1976 por el sello discográfico subsidiario de Motown Records, Tamla.
Gaye grabó el álbum durante 1975 y 1976 en su estudio Marvin's Room en Los Ángeles y en el estudio Hitsville West de Motown en Detroit. El álbum ha sido frecuentemente mencionado por los críticos por el sonido downtempo del productor Leon Ware, los temas eróticos en su composición y en la de Gaye, y el uso prominente del sintetizador por parte del cantante. La portada del álbum adapta la famosa pintura de estilo neo-manierista The Sugar Shack (1971) del artista Ernie Barnes.
I Want You fue el primer material de estudio grabado por Gaye desde su exitoso y bien recibido álbum Let's Get It On (1973). Si bien marcó un cambio en la dirección musical de Gaye, alejándose de su distintivo sonido Motown y doo-wop hacia un soul más ligero, disco y funky, manteniendo y expandiendo los temas sexuales de su anterior trabajo. Después de recibir una respuesta mixta de los críticos en el momento de su lanzamiento, I Want You ha recibido reconocimiento retrospectivo de escritores y críticos de música como una de las obras más controvertidas e influyentes de Gaye en estilos musicales como el disco, quiet storm, R&B y neo soul.

## Lista de canciones
| Cara A |                                  |                                |          |  |
| N.º    | Título                           | Escritor(es)                   | Duración |  |
| 1.     | «I Want You»                     | Arthur "T-Boy" Ross, Leon Ware | 4:34     |  |
| 2.     | «Come Live With Me Angel»        | Jacqueline Hilliard, Ware      | 6:28     |  |
| 3.     | «After The Dance» (instrumental) | Marvin Gaye, Ware              | 4:23     |  |
| 4.     | «Feel All My Love Inside»        | Gaye, Ware                     | 3:22     |  |
| 5.     | «I Wanna Be Where You Are»       | Ross, Ware                     | 1:16     |  |

| Cara B |                                 |                  |          |  |
| N.º    | Título                          | Escritor(es)     | Duración |  |
| 1.     | «I Want You - Intro Jam 1»      | Ross, Ware       | 0:19     |  |
| 2.     | «All The Way Around»            | Ross, Ware       | 3:49     |  |
| 3.     | «Since I Had You»               | Gaye, Ware       | 4:05     |  |
| 4.     | «Soon I'll Be Loving You Again» | Gaye, Ross, Ware | 3:12     |  |
| 5.     | «I Want You - Intro Jam 2»      | Ross, Ware       | 1:40     |  |
| 6.     | «After The Dance»               | Gaye, Ross, Ware | 4:39     |  |